# Стратиграфічний горизонт
Стратиграфічний горизонт, регіональний ярус, регіорярус (рос. стратиграфический горизонт, англ. regional stage; нім. regionale Stufe f) — основна таксономічна одиниця регіональних стратиграфічних підрозділів, яка приблизно відповідає ярусу геологічному загальної стратиграфічної шкали і яка об'єднує декілька одновікових світ різного літологічного складу на основі знаходження характерних палеонтологічних залишків.
Регіоярус інтегрує по латералі в межах геологічного регіону одновікові різнофаціальні світи, серії або їхні частини. Одновіковість об'єднаних у регіоярус місцевих стратонів і спеціалізованих біостратиграфічних шкал визначають за палеонтологічними критеріями. Може бути поділений на підрегіояруси за комплексами органічних решток, які дещо відмінні від загальної палеонтологічної характеристики і чітко простежуються у більшій частині регіону. У разі потреби групування регіоярусів у більші стратиграфічні підрозділи, виділяють надрегіояруси. Від суміжних утворень сусідніх регіонів регіоярус відрізняється будовою та речовинним складом порід і фіксацією стійких взаємозв'язків видів, родів та окремих таксонів вищих рангів давньої біоти. Регіоярус має власний стратотип. Називають його за назвою будь-якого географічного або етнічного об'єкта в області поширення.